# NGC 1797
NGC 1797 è una galassia a spirale barrata situata nella costellazione dell'Eridano, a una distanza di circa 214 milioni di anni luce dalla nostra Via Lattea.

## Scoperta
La galassia è stata scoperta il 13 febbraio 1887 dall'astronomo statunitense Lewis Swift.

## Descrizione
La galassia presenta una larga riga a 21 cm dell'idrogeno neutro; viene inoltre considerata una galassia starburst, che è sede di un'intensa attività di formazione stellare.
NGC 1797 è molto luminosa nell'infrarosso e viene quindi classificata come galassia LIRG. Il suo nucleo ha una forte emissione nell'ultravioletto ed è inserita nel catalogo di Markarian con la designazione Mrk 1093 (MK 1093).
Sembra formare una coppia di galassie interagenti con la vicina NGC 1799.